# Кузнецова, Татьяна Дмитриевна
Татья́на Дми́триевна Кузнецо́ва (14 июля 1941, Горький — 28 августа 2018, Россия) — космонавт-испытатель первой женской группы отряда космонавтов Центра подготовки космонавтов.

## Биография
В 1958 году окончила среднюю школу в Москве. С 1959 года, окончив курсы машинописи и стенографии, работала в НИИ-35 Министерства электронной промышленности (Москва): стенографисткой, затем секретарём комсомольской организации (1960—1961), старшим лаборантом (1961—1962).
Одновременно (с 1959) занималась в 1-м Московском аэроклубе. Абсолютная чемпионка Москвы по парашютному спорту (1961). Став чемпионкой на Всесоюзных соревнованиях, вошла в состав сборной СССР по парашютному спорту (1961). Мастер спорта СССР по парашютному спорту (1961). К марту 1962 года имела более 250 парашютных прыжков.
10 марта 1962 года призвана на службу в Советскую Армию Ждановским РВК (Москва), 12 марта зачислена Центр подготовки космонавтов на должность слушателя-космонавта 2-го отряда. Прошла общекосмическую подготовку и после сдачи госэкзаменов (11—22 января 1965) 23 января была переведёна на должность космонавта 2-го отряда. В мае-ноябре 1965 года прошла подготовку в качестве второго пилота (выходящего) второго экипажа (вместе с Ж. Д. Ёркиной) для полёта на космическом корабле «Восход» длительностью 10—15 суток с выходом в открытый космос; в январе-мае 1966 года прошла подготовку в том же качестве — для полёта длительностью 15-20 суток с выходом в открытый космос (с 14 марта — в должности космонавта 1-го отряда). Полёт был отменен в связи с закрытием программы «Восход».
Одновременно с 1964 года училась на инженерном факультете ВВИА им. Н. Е. Жуковского, который окончила в 1969 году с квалификацией «лётчик-космонавт-инженер». 1 октября 1969 года в связи с расформированием женской группы космонавтов была отчислена из отряда космонавтов.
Продолжала службу в армии: инженер 7 отдела в/ч 44250, затем — военный представитель (с 13.06.1970 — Военное представительство № 4273 Заказывающего управления Главного штаба ВВС, с 09.10.1971 — 10-е Военное представительство МО 4-го Управления начальника вооружений ВВС в ИМБП). В 1978 году, после возобновления идеи женского полёта, по заключению Государственной медицинской комиссии получила допуск к специальной подготовке.
С 20 марта 1979 года служила в 3-м управлении Центра подготовки космонавтов: ведущий инженер — старший научный сотрудник 4-й лаборатории (радиационная безопасность), с 29.01.1982 — начальник 4-й лаборатории, ведущий инженер-испытатель 1-го отдела; с 01.10.1986 — начальник 4-й лаборатории 31-го отдела. 6 апреля 1991 года уволена в запас в звании полковника ВВС (присвоено 14.05.1984).
Умерла 28 августа 2018 года.

### Семья
- Отец — Дмитрий Филиппович Кузнецов (1899—1967), мать — Лина Никоноровна Кузнецова (1900—1970), домохозяйка.
- Братья — Виктор (1927—1989), строитель; Евгений (род. 1937), фермер.
- Муж — Ладо Владимирович Пицхелаури (род. 1932), участник 2-го (1962 года) и 3-го (1965 года) наборов космонавтов ВВС; в отставке.
  - Сын — Владимир Ладович Пицхелаури (род. 29.09.1971), программист, работает в компании Microsoft (США)[4].